# Delano (Minnesota)
Delano – miasto w Stanach Zjednoczonych, w stanie Minnesota, w hrabstwie Wright.